# Uszkor bagienny
Uszkor bagienny (Otomys irroratus) – gatunek gryzonia z rodziny myszowatych (Muridae).

## Średnie wymiary
- Długość ciała: 13–20 cm
- Długość ogona: 5–17 cm

## Występowanie
Występuje na wilgotnych terenach trawiastych i na bagnach w południowej Afryce.

## Tryb życia
Uszkor bagienny jest gryzoniem o krępym ciele oraz masywnej głowie ze stosunkowo tępym, zaokrąglonym pyskiem i małymi uszami. Z wyglądu podobny jest do dużego nornika. Jego cechę szczególną zajmują bruzdy znajdujące się po obu stronach siekaczy. Jest aktywny zarówno w ciągu dnia, jak i nocą. Żywi się trawą, jagodami, nasionami i młodymi pędami różnych roślin. Podobnie jak wszystkie uszkory dobrze pływa, a w razie niebezpieczeństwa nurkuje. Gniazdo zakłada zwykle nad powierzchnią ziemi, jednak na niektórych terenach zajmuje nory opuszczone przez inne zwierzęta. Uszkory bagienne rzadko wprawdzie wyrządzają szkody w uprawach rolnych, jednak pasożytujące na nich kleszcze, pchły czy wszy (np. Polyplax otomydis) mogą być nosicielami zarazków powodujących ciężkie choroby np. dżumę. Gryzonie te są ważnym źródłem pokarmu dla wielu drapieżników.

## Rozmnażanie
Samica dojrzewa płciowo w wieku 10 tygodni, samiec około 3 tygodnie później.